# Птолемей Філадельф
Птолемей Філадельф (грец. Πτολεμαίος Φιλάδελφος, 36 до н. е. — 29 до н. е.) — номінальний цар Фінікії, Сирії та Кілікії у 34-30 роках до н. е.

## Життєпис
Походив з родів Антоніїв та Птолемеїв. Син Марка Антонія, триумвіра й консула 44 року до н. е., і Клеопатри VII, цариці Єгипту. Народився у 36 році до н. е. У 34 році до н. е. Антоній оголосив Птолемея царем Фінікії, Сирії та Кілікії і вивів його до народу в вбранні наступника Олександра Македонського.
Після поразки і загибелі Антонія у 30 році до н. е. Цезар Октавіан взяв у полон Птолемея і віддав його на виховання своїй сестрі Октавії. Незабаром після цього Птолемей помер (або його було вбито), тому не було проведено в тріумфі 29 року до н. е.